# Wierzchucino (gromada)
Wierzchucino – dawna gromada, czyli najmniejsza jednostka podziału terytorialnego Polskiej Rzeczypospolitej Ludowej w latach 1954–1972.
Gromady, z gromadzkimi radami narodowymi (GRN) jako organami władzy najniższego stopnia na wsi, funkcjonowały od reformy reorganizującej administrację wiejską przeprowadzonej jesienią 1954 do momentu ich zniesienia z dniem 1 stycznia 1973, tym samym wypierając organizację gminną w latach 1954–1972.
Gromadę Wierzchucino z siedzibą GRN w Wierzchucinie utworzono – jako jedną z 8759 gromad na obszarze Polski – w powiecie wejherowskim w woj. gdańskim na mocy uchwały nr 26/III/54 WRN w Gdańsku z dnia 5 października 1954. W skład jednostki weszły obszary dotychczasowych gromad Wierzchucino, Białogóra, Słuchowo i Brzyno ze zniesionej gminy Wierzchucino w tymże powiecie. 
13 listopada 1954 (z mocą obowiązującą od 1 października 1954) gromada weszła w skład nowo utworzonego powiatu puckiego w tymże województwie, gdzie ustalono dla niej 19 członków gromadzkiej rady narodowej.
Gromada przetrwała do końca 1972 roku, czyli do kolejnej reformy gminnej. 1 stycznia 1973 – tym razem w powiecie puckim – reaktywowano zniesioną w 1954 roku gminę Wierzchucino.